# ハビエル・ゲーラ・ロドリゲス
ハビエル・"ハビ"・ゲーラ・ロドリゲス（Javier "Javi" Guerra Rodríguez (スペイン語発音: [xaˈβjeɾ ˈxaβi ˈɣera roˈðɾiɣeθ]), 1982年3月15日 - ）は、スペイン王国アンダルシア州マラガ県ベレス＝マラガ出身のサッカー選手。ポジションはフォワード。

## 経歴
セグンダ・ディビシオンB（3部相当）のモトリルCFでプロ選手経歴をスタートさせると、2003-04シーズンに在籍したセグンダ・ディビシオン（2部）のカディスCFでは散発的な出場機会を得て、2004年にプリメーラ・ディビシオン（1部）の強豪バレンシアCFに移籍。バレンシアには3年間在籍したが、ほとんど戦力とはみなされておらず、ヘタフェCF戦 (0-3) とRCDエスパニョール戦 (3-2) のリーグ戦2試合のみ、計10分をわずかに超えるだけの出場に終わった。2007-08シーズンはセグンダ・ディビシオンのグラナダCFで、2008-09シーズンも同カテゴリーのデポルティーボ・アラベスでプレー（RCDマジョルカからのレンタル移籍）したが、2シーズン続けてセグンダ・ディビシオンB降格を経験。2009-10シーズンも同カテゴリーのレバンテUDでプレーしたが、今度はチーム2位の12得点を挙げて3位でのプリメーラ・ディビシオン昇格に尽力した。結局RCDマジョルカでは1シーズンもプレーせず、2010年8月、セグンダ・ディビシオンのレアル・バリャドリードと4年契約を結んだ。移籍金は発生していないが、バリャドリードがプリメーラ・ディビシオンに昇格するか、他クラブに放出した際に移籍金が発生した場合は、いくらかの金額がマジョルカに支払われる。2010-11シーズンはレクレアティーボ・ウェルバ戦 (2得点、2-0) 、SDウエスカ戦 (2-0)、SDポンフェラディーナ戦 (2-1)、UDサラマンカ戦 (5-0)、FCバルセロナB戦 (2-1)、ADアルコルコン戦 (2-0)、CDヌマンシア戦 (ハットトリック、4-5)などで得点し、昇格プレーオフでも良好なコンディションを維持。エスタディオ・ホセ・ソリージャで行われたエルチェCF戦ファーストレグでは試合唯一の得点を挙げたが、2試合合計2-3で敗れて昇格の望みは潰えた。2011-12シーズンは17得点を挙げたが、そのうちの2点は昇格プレーオフのADアルコルコン戦ファーストレグ・セカンドレグそれぞれで決めた得点である。バリャドリードは2試合合計2-1でアルコルコンに勝利して2年ぶりのプリメーラ・ディビシオン復帰を決めた。

## タイトル
ラージョ・バジェカーノ
- セグンダ・ディビシオン: 2017-18[14]